# Castell de les Piles
Castell de les Piles és un edifici molt modificat del municipi de les Piles declarat bé cultural d'interès nacional. Presenta una tipologia de casa forta i no evolucionà arquitectònicament com el de Biure, creant una estructura amb muralles i torres. El més significatiu d'ell és un baluard amb arc de mig punt. De la casa original actualment només en resten uns quants carreus i un portal adovellat que forma part de la façana. Per les restes conservades se suposa que l'edifici original devia ser una construcció de planta quadrangular. Amb el pas del temps, se li van anar incorporant noves edificacions.

## Història
La primera referència documental del castell de les Piles es remunta al 1057, quan consta com a afrontació dels castells de Biure i Montclar. El 1072, Oliver Bernat i la seva muller Agnès venen les tres possessions a Ramon Berenguer I. Malgrat que pocs anys més tard retornen a Oliver Bernat, els comtes de Barcelona es reserven la potestat de triar els castlans, així com el dret d'estatge. A finals del segle xi, Guerau Alemany de Cervelló jura fidelitat a Berenguer Ramon II pel castell de Les Piles (1096).
Durant el segle XII, els Cervelló es mantenen com a feudataris del castell. Els castlans eren el llinatge Sespiles, si bé també hi tenien drets membres de la família Biure.
Els Timor s'apoderen del castell el 1234, quan Guillem de Puigverd el ven a Dalmau de Timor. El 1253 el Senyoriu recau en Arnau de Timor, que té per castlà a Romeu Sespiles. Segons va documentar Jaume Felip, el cereal era el cultiu majoritari en aquesta època. Felip també registra l'existència de vinya, horts, oliveres, farraginals per a la pastura de bous i vaques (que servien per a la producció lletera, galliners) i quatre masos compresos dins el terme.
Els Boixadors adquireixen el castell per la unió matrimonial entre Francesca de Timor i Bernat de Boixadors, vers 1380. Els descendents dels Boixadors, dignificats com a comtes de Savallà i de Peralada, en mantindran la possessió fins a l'extinció dels dominis senyorials.